# 1903 en Italie
Chronologie de l'Italie
- 1899
- 1900
- 1901
- 1902
- 1903
- 1904
- 1905
- 1906
- 1907

## Événements
- 21 mai : manifestations violentes contre l'Autriche à Parme, Pise, Vérone, Padoue et Venise, à la nouvelle des bagarres qui se sont produites le 16 mai[1] entre étudiants italiens et autrichiens à l'Université d'Innsbruck[2].
- 13 juin : démission du gouvernement de Giuseppe Zanardelli ; le roi, par décret du 21 juin suivant, n'accepte que les démissions Giovanni Giolitti et de Giovanni Bettolo[3], ce qui permet Giolitti de préparer la succession de Zanardelli[4].
- 20 juillet : mort du pape Léon XIII à Rome[5].

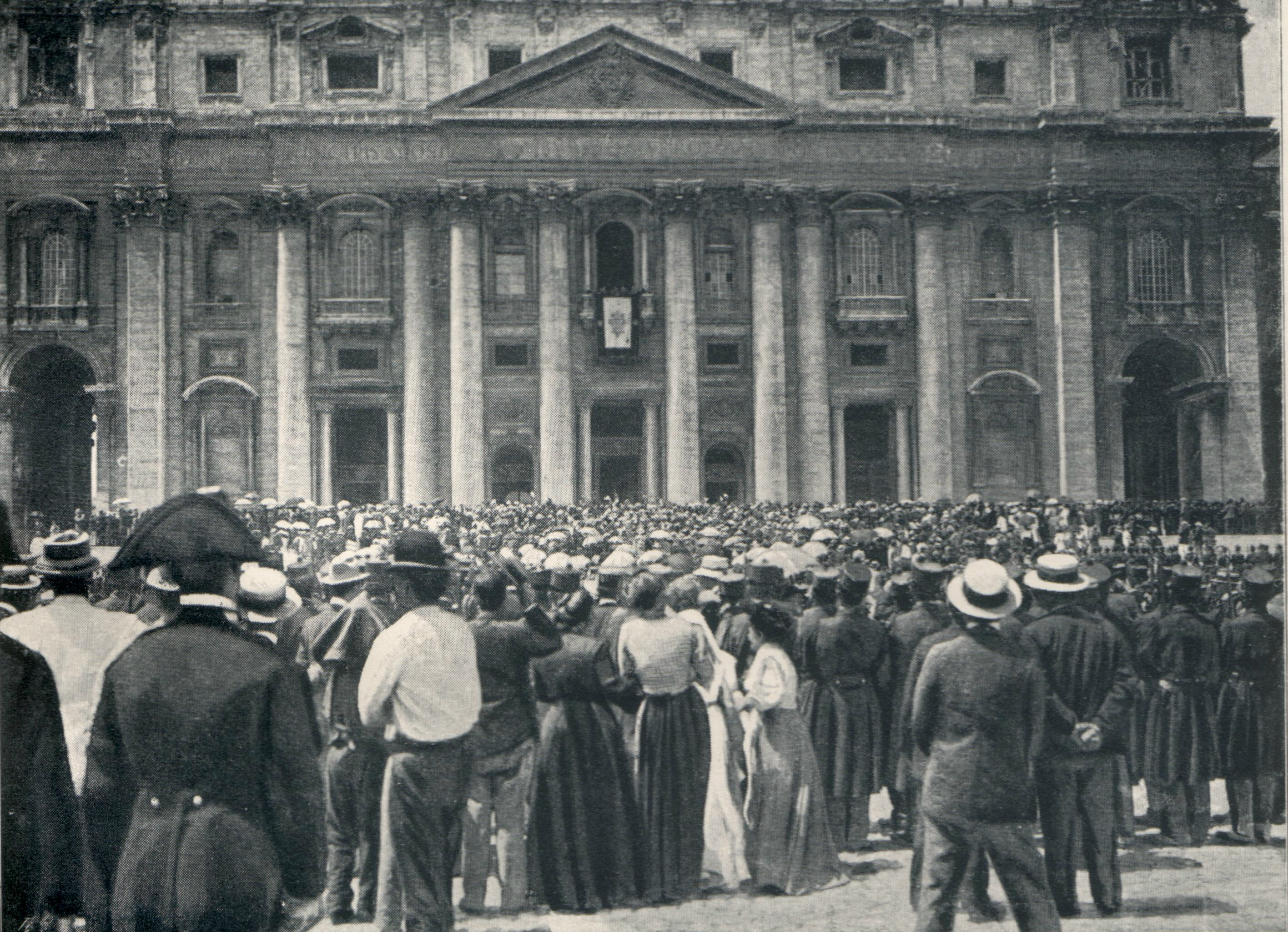
Proclamation du pape Pie X par le cardinal Macchi.

- 4 août : sous la pression de l’Autriche-Hongrie, opposée à la candidature du cardinal Rampolla, le conservateur Giuseppe Melchior Sarto est élu pape sous le nom de Pie X[5]. Il reviendra sur la politique d’ouverture de son prédécesseur, dénonçant le modernisme et la démocratie. Il est hostile aux mouvements démocrates-chrétiens (Filippo Meda (it) et don Romolo Murri) qui connaissent des succès croissants en Italie[6].
- 12-17 octobre : voyage officiel du roi Victor-Emmanuel III et de la reine à Paris. La visite sanctionne le rapprochement entre les deux pays[7].
- 21 octobre : Zanardelli, malade, démissionne[4]. Le roi accepte sa démission le 29 octobre[3].
- 3 novembre : le roi rappelle Giovanni Giolitti qui garde le pouvoir avec quelques interruptions brèves jusqu’en 1914[8]. Giolitti décide de convertir la dette publique.

- 29 novembre  : Il Regno, journal nationaliste d’Enrico Corradini, est fondé à Florence[9].
- 26 décembre : mort de Giuseppe Zanardelli[4].

## Culture

### Opéras créés en 1903
- 22 janvier : Oceàna, opéra d'Antonio Smareglia, créé à la Scala de Milan, sous la direction d'Arturo Toscanini.

## Naissances en 1903
- 26 février : Giulio Natta, chimiste italien († 2 mai 1979).
- 23 mars : Ezio Sclavi, joueur et entraîneur de football italien, reconvertit par la suite en tant que peintre († 31 août 1968).
- 7 mai : Gianfilippo Usellini, peintre et graveur italien († 21 août 1971).
- 23 juillet : Leone Tommasi, peintre et sculpteur italien († 5 mars 1965).
- 28 octobre : Antonio Calderara, peintre italien († 27 juin 1978).
- 29 novembre : Vincenzo Bianchini, écrivain, poète, sculpteur, philosophe et médecin italien († 2000).
- 10 décembre : Emilio Giuseppe Dossena, peintre italien († 23 mars 1987).

## Décès en 1903
- 27 avril : Leonardo Fea, 50 ans, explorateur, zoologiste et peintre. (° 24 juillet 1852)
- 10 juin : Luigi Cremona, 72 ans, mathématicien et homme politique. (° 7 décembre 1830)
- 16 décembre : Clément Marchisio, 70 ans, prêtre, fondateur des Filles de Saint Joseph de Rivalba, reconnu bienheureux par l'Église catholique. (° 1er mars 1833)
- 26 décembre : Giuseppe Zanardelli, 77 ans, consultant juridique et homme politique, Président du Conseil du 15 février 1901 au 29 janvier 1903 . (° 26 octobre 1826)